# 吴令珪
吴令珪（?—?），唐朝濮州濮陽县（今河南省濮阳市）人，唐肅宗章敬皇后吳氏的父亲，唐代宗的外祖父。

## 生平
吴令珪开始担任益州郫县（今四川省郫县）县丞，因犯罪而被处死，女儿吳氏幼年没入掖廷。吳氏后来与陕王李嗣升生下皇孙李俶。李嗣升后来成为唐肃宗，李俶后来成为唐代宗。宝应二年（763年），代宗即位，赠吴令珪为太尉；吴令珪的妻子李氏，赠秦国夫人。吴令珪的弟弟前宣城县县令吴令瑶，拜太子家令，封冯翊郡公；中郎将吴令瑜，拜太子右谕德，封济阴郡公。

## 家族

### 父
- 吴神泉，官至县令，代宗赠官司徒[3][4]

### 子女
- 章敬吳太后
- 吳溆，鸿胪少卿，鄄城县公
- 吳澄，太子宾客，濮阳县公
- 吳凑，太子詹事，临濮县公